# Odlanier Solís
Odlanier Solís Fonte (* 5. April 1980 in Havanna) ist ein kubanischer Boxer. Er wurde 2004 Olympiasieger im Schwergewicht und dreimal Amateurweltmeister.

## Amateurkarriere
Odlanier Solís hatte eine sehr erfolgreiche Amateurkarriere mit einer Bilanz von 227 Siegen bei nur 14 Niederlagen. Wie sein Landsmann Félix Savón blieb er bei Weltmeisterschaften und Olympischen Spielen ungeschlagen. Seine ersten internationalen Erfolge feierte Solís 1998 mit dem Gewinn der panamerikanischen Juniorenmeisterschaft in Toluca und der Juniorenweltmeisterschaft in Buenos Aires, dort schlug er unter anderem den deutschen Vertreter Steffen Kretschmann. 1999 gewann er erstmals die kubanische Landesmeisterschaft mit einem Sieg über Félix Savón. Die Titelverteidigung gelang Solís bis 2004 fünf Mal in Folge. Im Jahr 2000 blieb ihm die Teilnahme an den Olympischen Spielen in Sydney noch verwehrt, da Kuba dem in der gleichen Gewichtsklasse antretenden Volkshelden Félix Savón, trotz nachlassenden Leistungen in den vorhergehenden Jahren, die Chance auf das dritte olympische Gold in Folge und damit die Egalisierung der Rekorde von László Papp und Teófilo Stevenson ermöglichen wollte.
Solís wurde 2001 in Belfast und 2003 in Bangkok im Schwergewicht sowie 2005 in Mianyang im Superschwergewicht Weltmeister. Dabei konnte er 2001 im Halbfinale den olympischen Silbermedaillengewinner von 2000 Sultan Ibragimow nach Punkten und im Finale den Briten David Haye vorzeitig schlagen (wurde gegen Haye aber selber angezählt). 2003 gelang ihm im Finale ein Punktsieg über Alexander Alexejew. Bei der WM 2005 schlug er im Endkampf den Russen Roman Romantschuk, dem er in zwei vorherigen Vergleichen noch unterlegen war.
Bei den Olympischen Spielen 2004 in Athen konnte Solís sich dann schließlich die Goldmedaille im Schwergewicht sichern. Auf dem Weg zum Titelgewinn schlug er u. a. im Halbfinale Naser al-Shami, Syrien (RSC 3.), und im Finale Wiktar Sujeu, Belarus (22:13). 2005 stieg er vom Schwergewicht (bis 91 kg) in das Superschwergewicht auf und unterlag im Finale der kubanischen Meisterschaften Michel López, konnte den Meistertitel aber 2006 erneut und zum siebten Mal insgesamt gewinnen.

### Turniererfolge
- 1998, Toluca: Panamerikanischer Juniorenmeister im Schwergewicht
- 1998, Buenos Aires: Juniorenweltmeister im Schwergewicht
- 1999, Mexiko-Stadt: Zentralamerikanischer und Karibischer Meister im Schwergewicht
- 1999, Winnipeg: Goldmedaille im Schwergewicht bei den Panamerikanischen Spielen
- 2001, Belfast: Amateurweltmeister im Schwergewicht
- 2001, Brisbane: Goldmedaille bei den Goodwill Games
- 2002, Halle: Goldmedaille beim Chemiepokal (Finalsieg über Sultan Ibragimow)
- 2002, Astana: Goldmedaille beim Box-Weltcup
- 2003, Bangkok: Amateurweltmeister im Schwergewicht
- 2003, Halle: Goldmedaille beim Chemiepokal (Finalsieg über Alexander Powernow)
- 2003, Santo Domingo: Goldmedaille im Schwergewicht bei den Panamerikanischen Spielen
- 2004, Halle: Goldmedaille beim Chemiepokal
- 2004, Athen: Olympiasieger im Schwergewicht
- 2005, Teresópolis: Goldmedaille im Superschwergewicht bei den Panamerikanischen Spielen
- 2005, Mianyang (China): Amateurweltmeister im Superschwergewicht[1]
- 2006, Baku: Goldmedaille beim Cup der Nationen

## Profikarriere
Im Januar 2007 setzte sich Solís zusammen mit Yuriolkis Gamboa und Yan Barthelemí, beide ebenfalls Olympiasieger von 2004, bei einem Trainingsaufenthalt in Venezuela zur Vorbereitung auf die Panamerikanischen Spiele 2007 von seinen Mannschaftskameraden ab. Der Hamburger Boxstall Arena Box-Promotion nahm sie daraufhin für drei Jahre unter Vertrag.
Solís gewann sein Profidebüt am 27. April 2007 in Hamburg gegen den bereits 44-jährigen amtierenden deutschen Meister Andreas Sidon, nach nur 47 Sekunden, durch technischen K. o. in der ersten Runde. In seinem zweiten Profikampf gegen den Ukrainer Oleksij Masikin, am 16. Juni 2007 in der Atatürk-Sporthalle von Ankara, benötigte er nur 43 Sekunden, um die damalige Nummer 85 der unabhängigen Weltrangliste vorzeitig zu besiegen. In weiteren Aufbaukämpfen in den Jahren 2007 und 2008 besiegte er unter anderem Aldo Colliander, die US-Amerikaner Marcus McGee, Jeremy Bates, Julius Long und Cisse Salif aus Mali. Im April 2008 gewann Solís gegen den bis dahin ungeschlagenen Georgier Mamuka Dschikuraschwili in der zweiten Runde nach drei Niederschlägen durch K. o.
Ein Kritikpunkt am technisch begabten Solís ist das für seine Körpergröße relativ hohe Gewicht. So stieg er im Kampf am 10. Oktober 2009 gegen den bis dahin bekanntesten Gegner seiner Profilaufbahn, den US-Amerikaner Monte Barrett, mit einem Gewicht von 123 kg in den Ring. Dennoch gewann er das Duell gegen den 38-jährigen Veteranen Barrett souverän durch technischen K. o. in der zweiten Runde. Anschließend besiegte er den Costa-Ricaner Carl Davis Drumond, der den Kampf nach der dritten Runde chancenlos aufgab.
Am 17. Dezember 2010 gewann Solís einen WM-Ausscheidungskampf des WBC gegen den US-Amerikaner Ray Austin. Austin wurde in Runde zehn wegen Nachschlagens disqualifiziert und Solís zum Sieger erklärt. Solís erwarb damit das Herausforderungsrecht auf einen Weltmeisterschaftskampf gegen WBC-Weltmeister Vitali Klitschko.
Dieser WM-Kampf fand am 19. März 2011 in Köln statt. Gegen Ende der ersten Runde wurde Solis von Klitschko an der linken Schläfe getroffen, beim folgenden Schritt zurück überdehnte sein linkes Knie nach hinten. Durch die daraus resultierende Gewichtsverlagerung wurde möglicherweise die Muskulatur im rechten Knie überlastet. Verdeutlicht wurde die Verletzung auch durch einen sofortigen Griff an den rechten Oberschenkel. Er wirkte benommen und war nicht in der Lage sich zu erheben, um weiterzukämpfen. Er wurde deshalb vom Ringrichter ausgezählt. Nach dem Ende des Kampfes beschimpfte Klitschko Solís als Simulanten. Die medizinische Untersuchung zeigte jedoch, dass sich Solís einen Riss des vorderen Kreuzbandes und des äußeren Meniskus sowie einen Knorpelschaden im rechten Knie zuzog. Nach einigen Berichten hatte Solis schon vor dem Kampf im rechten Knie Probleme.
Im Mai 2012, nach über einem Jahr Ringpause und drei Knieoperationen, boxte Solís um den vakanten Intercontinental-Titel der IBF gegen Konstantin Airich. Diesen Kampf über 12 Runden konnte Solís einstimmig nach Punkten für sich entscheiden. Im März 2013 besiegte er zudem den bisher ungeschlagenen Norweger Leif Larsen (17-0) einstimmig nach Punkten. Nachdem der technisch limitierte Larsen den ehemaligen Olympiasieger doch mehr forderte als angenommen, wurden wieder kritische Stimmen laut. Nach dem schwachen Auftritt gegen Larsen beschloss man mit dem Deutsch-Türken Yakup Saglam einen physisch stärkeren, jedoch technisch genauso limitierten Boxer zu verpflichten. Diesen Kampf gewann Solis ohne Mühe in der 7 Runde durch K.O.
Am 22. März 2014 boxte er gegen Tony Thompson im türkischen Tekirdag. Nach 12 Runden verlor er gegen den Amerikaner durch geteilte Punktentscheidung (1:2). Das Rematch gegen Thompson am 27. Februar 2015 verlor er stark übergewichtig nach desolater Vorstellung zu Beginn der 9. Runde durch t.K.O., nachdem er sich weigerte den Kampf fortzusetzen.

## Liste der Profiboxkämpfe
| 25 Kämpfe, 22 Siege, 13 K. o.-Siege, 3 Niederlagen |               |                         |                                                                 |            |                          |        |
| Jahr                                               | Tag           | Gegner                  | Ort                                                             | Ergebnis   | Typ                      | Runden |
| 2007                                               | 27. April     | Andreas Sidon           | Arena Gym, Hamburg                                              | Sieg       | KO                       | 1/4    |
| 2007                                               | 16. Juni      | Oleksij Masikin         | Atatürk Sport Salonu, Ankara, Türkei                            | Sieg       | KO                       | 1/4    |
| 2007                                               | 6. Juli       | Aldo Colliander         | Arena Gym, Hamburg                                              | Sieg       | Einstimmige Entscheidung | 4/4    |
| 2007                                               | 21. September | Marcus McGee            | Hansehalle, Lübeck                                              | Sieg       | KO                       | 2/6    |
| 2007                                               | 19. Oktober   | Jeremy Bates            | Estrel Convention Center, Berlin                                | Sieg       | TKO                      | 2/8    |
| 2007                                               | 23. Dezember  | Julius Long             | Maritim-Hotel, Halle an der Saale                               | Sieg       | Einstimmige Entscheidung | 8/8    |
| 2008                                               | 29. Februar   | Adrian Rajkai           | PalaLido, Mailand, Italien                                      | Sieg       | KO                       | 3/8    |
| 2008                                               | 14. März      | Cisse Salif             | Zenith – Die Kulturhalle, München                               | Sieg       | Einstimmige Entscheidung | 8/8    |
| 2008                                               | 26. April     | Mamuka Dschikuraschwili | Spor Salonu, Trabzon, Türkei                                    | Sieg       | KO                       | 2/8    |
| 2008                                               | 7. Juni       | Harry Duiven junior     | Karl Eckel Halle, Hattersheim am Main                           | Sieg       | Einstimmige Entscheidung | 8/8    |
| 2008                                               | 12. September | Chad Van Sickle         | Kugelbake-Halle, Cuxhaven                                       | Sieg       | TKO                      | 1/8    |
| 2008                                               | 11. Oktober   | Chauncy Welliver        | O₂ World, Berlin                                                | Sieg       | TKO                      | 9/12   |
| 2009                                               | 9. Januar     | Kevin Burnett           | Buffalo Bill's Star Arena, Primm, Nevada, USA                   | Sieg       | TKO                      | 8/10   |
| 2009                                               | 12. Juni      | Dominique Alexander     | Miccosukee Indian Gaming Resort, Miami, Florida, USA            | Sieg       | TKO                      | 1/8    |
| 2009                                               | 10. Oktober   | Monte Barrett           | Madison Square Garden, New York, New York, USA                  | Sieg       | TKO                      | 2/10   |
| 2010                                               | 20. März      | Carl Davis Drumond      | Mallory Square, Key West, Florida, USA                          | Sieg       | TKO (RTD)                | 3/10   |
| 2010                                               | 17. Dezember  | Ray Austin              | American Airlines Arena, Miami, Florida, USA                    | Sieg       | DQ                       | 10/12  |
| 2011                                               | 19. März      | Vitali Klitschko        | Lanxess Arena, Köln                                             | Niederlage | KO                       | 1/12   |
| 2012                                               | 19. Mai       | Konstantin Airich       | Convention Center, Pharr, Texas, USA                            | Sieg       | Einstimmige Entscheidung | 12/12  |
| 2013                                               | 22. März      | Leif Larsen             | Universal Hall, Berlin, Germany                                 | Sieg       | Einstimmige Entscheidung | 12/12  |
| 2013                                               | 27. Juli      | Yakup Saglam            | Cuxhaven, Germany                                               | Sieg       | TKO                      | 7/12   |
| 2014                                               | 22. März      | Tony Thompson           | Atatürk Spor Salonu, Tekirdag, Türkei                           | Niederlage | Geteilte Entscheidung    | 12/12  |
| 2015                                               | 27. Februar   | Tony Thompson           | Gloria Sports Arena, Gloria Hotels and Resorts, Antalya, Türkei | Niederlage | TKO                      | 9/12   |
| 2016                                               | 4. August     | Milos Dovedan           | ECB Boxgym, Hamburg, Hamburg, Germany                           | Sieg       | KO                       | 2/6    |
| 2016                                               | 27. Juli      | Aleksandar Todorovic    | Goeppingen, Baden-Württemberg, Germany                          | Sieg       | Einstimmige Entscheidung | 8/8    |